# Адучиева, Нина Эняевна
Нина Эняевна Адучиева (Менкенова) (15 января 1995, п. Алцынхута, Кетченеровский район, Калмыкия, Россия) — российская женщина-борец вольного стиля, чемпионка России, мастер спорта России международного класса. По национальности — калмычка.

## Спортивная карьера
Вольной борьбой стала заниматься со 2-го класса за компанию с одноклассниками в посёлке Алцынхута Кетченеровского района. Когда она училась в 9-м классе, её пригласили тренироваться и учиться в волгоградское училище республиканского резерва. После окончания которого она тренируется в бурятском республиканском многоуровневом колледже в Улан-Удэ, где её тренером является ее тренером является заслуженный тренер России и государственный тренер Бурятии Юрий Сандаков. Три года подряд она занимает призовое место на Кубке России в 2013, 2014 и 2015 годах. В июне 2016 года в Санкт-Петербурге в финале чемпионата России уступила Ольге Хорошавцевой и стала серебряным призёром, после чего вошла в состав сборной России. В марте 2017 года в венгерском Сомбатхее стала бронзовым призёром молодёжного чемпионата Европы U23 В июне 2017 года в Каспийске одержав 4 победы вновь дошла до финала чемпионата России, где проиграла Марии Гуровой. В ноябре 2017 года на чемпионате мира для спортсменок не старше 23 лет, который проходит в польском Быдгоще, стала бронзовым призёром. В июне 2018 года одержала победу на чемпионате Европы среди молодёжи U23 в Стамбуле. В августе 2018 года в Смоленске стала бронзовым призёром чемпионата России. В марте 2019 года в Улан-Удэ стала чемпионкой страны, победив на туше Марину Симонян. В мае 2021 года на предолимпийском чемпионате России в Улан-Удэ стала бронзовым призёром.

## Спортивные результаты
- Чемпионат России по женской борьбе 2016 — ;
- Чемпионат Европы по борьбе U23 2017 — ;
- Чемпионат России по женской борьбе 2017 — ;
- Чемпионат мира по борьбе U23 2017 — ;
- Чемпионат Европы по борьбе U23 2018 — ;
- Чемпионат России по женской борьбе 2018 — ;
- Чемпионат России по женской борьбе 2019 — ;
- Чемпионат России по женской борьбе 2021 — ;